# Трет-Бутилгидропероксид
трет-Бутилгидропероксид (TBHP, t-BuOOH) — органическое соединение, относящееся к классу пероксидов. Широко применяется в органическом синтезе как селективный и недорогой окислитель. Обычно используется в виде 70—90 %-ных водных растворов либо в виде раствора в углеводородных растворителях.

## Применение в органическом синтезе
трет-Бутилгидропероксид используется для окисления различных субстратов с образованием эпоксидов, кетонов, альдегидов, сложных эфиров, нитросоединений и азоксисоединений. Наиболее широко он используется как реагент для эпоксидирования (в том числе, для асимметрического эпоксидирования по Шарплессу) и дигидроксилирования алкенов.

## Безопасность, хранение и использование
Реагент является окислителем и может бурно реагировать с некоторыми восстановителями. Он огнеопасен, чувствителен к ударам и искрам. трет-Бутилгидропероксид достаточно стабилен при комнатной температуре и не нуждается в хранении в холодильнике. Напротив, важно не замораживать водные растворы этого вещества. Максимальная рекомендуемая температура хранения трет-бутилгидропероксида равна 38 °С. 70 % раствор может легко воспламениться при наличии открытого пламени, но он не взорвётся, если не находится в закрытой таре. В этом заключается преимущество его транспортировки в пластиковых канистрах, плавящихся при возгорании. Как сильный окислитель, трет-бутилгидропероксид раздражает кожу и слизистые оболочки.
Тем не менее, по мнению Барри Шарплесса, трет-бутилгидропероксид является более устойчивым, чем пероксид водорода или надуксусная кислота. Он менее чувствителен к загрязнению металлами. С 1972 года до момента написания статьи в 1979 году в лаборатории Шарплесса не произошло не одного взрыва трет-бутилгидропероксида, несмотря на активную работу над его реакциями, катализируемыми металлами (порой загрузки доходили до 5 моль реагента на реакцию). По его словам, боязнь трет-бутилгидропероксида можно объяснить общей боязнью пероксидов среди химиков-органиков, а также малым опытом работы с этим реагентом. Тем не менее, полагает он, к веществу необходимо «относиться с уважением». Шарплесс предлагает три правила работы с трет-бутилгидропероксидом:
1. Никогда не добавлять ни капли сильной кислоты к концентрированным растворам трет-бутилгидропероксида.
2. Никогда не добавлять переходные металлы, о которых известно, что они хорошо катализируют автоокисление (особенно это касается железа, марганца и кобальта).
3. Никогда не работать с чистым трет-бутилгидропероксидом и избегать работы с его концентрированными растворами, когда это возможно[3].

трет-Бутилгидропероксид не следует перегонять. Для получения раствора в органическом растворителе предложена методика, основанная на экстракции вещества из водных растворов и последующей контролируемой азеотропной отгонке растворителя. Методика позволяет получить 4,1 М раствор трет-бутилгидропероксида в 1,2-дихлорэтане. Удалить остатки воды после экстракции можно также перемешиванием раствора с безводным сульфатом магния и последующим фильтрованием через стекловату (фильтры Шотта могут быть загрязнены металлами). Раствор трет-бутилгидропероксида, высушенный таким образом чуть менее эффективен, чем полученный после отгонки 1,2-дихлорэтана.
В некоторых ресурсах он так же как и в NFPA 704 имеет рейтинг 4-4-4 и «мощный окислитель», однако в других источниках имеет более низкие рейтинги 3-2-2 или 1-4-4.